# Aeroportul Internațional María Montez
Aeroportul Internațional María Montez (IATA: BRX, ICAO: MDBH) este un aeroport din Barahona Province⁠(d), Republica Dominicană ce deservește zona Santa Cruz de Barahona⁠(d). Aeroportul a fost tranzitat în 2022 de 78 de pasageri. A fost deschis în 27 aprilie 1996 și numit după Maria Montez⁠(d).
Situat la o altitudine de 3 m, aeroportul dispune de o singură pistă.